# (100263) 1994 TL11
(100263) 1994 TL11 es un asteroide perteneciente al cinturón de asteroides, descubierto el 10 de octubre de 1994 por el equipo del Spacewatch desde el Observatorio Nacional de Kitt Peak, Arizona, Estados Unidos.

## Designación y nombre
Designado provisionalmente como 1994 TL11.

## Características orbitales
1994 TL11 está situado a una distancia media del Sol de 2,627 ua, pudiendo alejarse hasta 3,073 ua y acercarse hasta 2,182 ua. Su excentricidad es 0,169 y la inclinación orbital 15,81 grados. Emplea 1555 días en completar una órbita alrededor del Sol.

## Características físicas
La magnitud absoluta de 1994 TL11 es 15,3.